# WTA Elite Trophy 2016
WTA Elite Trophy 2016 představoval jeden ze dvou závěrečných tenisových turnajů ženské profesionální sezóny 2016 pro nejlepší hráčky okruhu, které nestartovaly na předcházejícím Turnaji mistryň, a to podle specifických kritérií. Herní systém měl formát čtyř tříčlenných základních skupin, jejichž vítězky postupují do závěrečné vyřazovací fáze. Celkové odměny činily 2 210 000 dolarů.
Turnaj se konal mezi 1. až 6. listopadem 2016 v jihočínském městě Ču-chaj. Dějištěm se podruhé staly kryté dvorce s tvrdým povrchem v Mezinárodním tenisovém centru Cheng-čchin. Řadil se do kategorie Tour Championships.
Devatenáctý singlový titul na okruhu WTA Tour vybojovala Češka Petra Kvitová, která sezónu zakončila poprvé po pěti letech mimo elitní světovou desítku na 11. místě. Premiérovou společnou trofej si ze čtyřhry odvezl turecko-čínský pár İpek Soyluová a Sü I-fan.

## Turnaj

### Kvalifikační kritéria
WTA Elite Trophy byl pořádán pro tenistky, které obdržely pozvání od řídící Ženské tenisové asociace (WTA).

#### Tvorba žebříčku
Ve dvouhře byly žebříčkové body kumulovány ze šestnácti turnajů. Mezi ně se povinně započítávaly čtyři Grand Slamy, čtyři události Premier Mandatory a nejlepší výsledky ze dvou turnajů Premier 5.
Ve čtyřhře byly žebříčkové body kumulovány z jedenácti nejlepších výsledků páru jakýchkoli turnajů v sezóně. Nemusely se tak povinně započítávat Grand Slamy ani události kategorie Premier.

### Dvouhra
Soutěž dvouhry byla uspořádána ve formátu dvanácti singlistek z 9.–20. místa žebříčku WTA, s možností zařazení jedné hráčky startující na divokou kartu. Tenistky byly rozděleny do čtyř tříčlenných základních skupin, v nichž každá hráčka hrála dva zápasy proti zbylým členkám skupiny. Vítězka každé skupiny postoupila do semifinále, v němž se rozhodovalo o finalistkách. Do turnaje také mohly zasáhnout i dvě náhradnice z Turnaje mistryň, konané v předcházejícím týdnu, Johanna Kontaová a Carla Suárezová Navarrová. V předešlých ročnících se náhradnice účastnit nesměly.

### Čtyřhra
Soutěže čtyřhry se účastnilo šest dvojic. První čtyři páry měly být určeny dle regulí žebříčkovým pořadím v klasifikaci dvojic WTA, které se neprobojovaly na Turnaj mistryň, tj. umístěným na 9.–12. místě či nižším, pokud na Turnaj mistryň postoupily náhradnice. Systém výběru byl nejasný, když ne všechny řádně startující páry splnily tato kritéria. Dvě zbylá místa byla obsazena dvojicemi, které obdržely divokou kartu. 
Páry byly zformovány do dvou tříčlenných skupin, v nichž se utkaly systémem každý s každým. Vítězné páry postoupily do finále.

### Kritéria pořadí v základní skupině
Konečné pořadí v základní skupině se řídilo následujícími kritérii:
1. největší počet vyhraných utkání
2. největší počet odehraných utkání
3. pokud měly dvě hráčky stejný počet výher, pak rozhodovalo jejich vzájemné utkání; pokud měly tři hráčky stejný počet výher, pak:

a) tenistka, která odehrála méně než tři utkání byla automaticky vyřazena a dále postoupila hráčka, jež vyhrála vzájemný zápas mezi dvěma zbývajícími; nebo
b) dalším kritériem bylo nejvyšší procento vyhraných setů; nebo
c) dalším kritériem bylo nejvyšší procento vyhraných her.

### Finanční odměny a body
Celkový rozpočet turnaje mistryň činil 2 210 000 dolarů.
| Fáze                                                   | dvouhra        | dvouhra  | čtyřhra       | čtyřhra |
| Fáze                                                   | výdělek        | body     | výdělek       | body    |
| ------------------------------------------------------ | -------------- | -------- | ------------- | ------- |
| vítězky                                                | ZS + 465 000 $ | ZS + 460 | ZS + 20 200 $ | —       |
| finalistky                                             | ZS + 155 000 $ | ZS + 200 | ZS + 10 100 $ | —       |
| semifinalistky                                         | ZS + 16 000 $  | ZS       | —             | —       |
| za výhru v zákl. skupině                               | + 74 500 $     | + 80     | 5 200 $       | —       |
| za 2 odehrané zápasy v zákl. skupině                   | 41 000 $       | 80       | 15 500 $      | —       |
| náhradnice                                             | 11 000 $       | —        | —             | —       |
| Celkem                                                 | 655 000 $      | 700      | 46 100 $      | —       |
| ZS – celkové odměny či body získané v základní skupině |                |          |               |         |

## Ženská dvouhra

### Startující hráčky
| Nasazení            | WTA | hráčka                    | body  | výhry–prohry (tituly) 2016 |
| ------------------- | --- | ------------------------- | ----- | -------------------------- |
| 1.                  | 9.  | Johanna Kontaová          | 3 455 | 44–21 (1)                  |
| 2.                  | 10. | Carla Suárezová Navarrová | 3 170 | 39–21 (1)                  |
| —                   | —   | Viktoria Azarenková       | 3 061 | 26–3 (3)                   |
| 3.                  | 11. | Petra Kvitová             | 2 715 | 44–22 (1)                  |
| 4.                  | 12. | Elina Svitolinová         | 2 456 | 38–21 (1)                  |
| —                   | 13. | Venus Williamsová         | 2 241 | 26–15 (1)                  |
| —                   | 14. | Caroline Wozniacká        | 2 210 | 34–17 (2)                  |
| 5.                  | 15. | Roberta Vinciová          | 2 190 | 28–24 (1)                  |
| 6.                  | 16. | Timea Bacsinszká          | 2 188 | 31–22 (1)                  |
| 7.                  | 17. | Jelena Vesninová          | 2 094 | 39–19 (0)                  |
| 8.                  | 18. | Samantha Stosurová        | 2 090 | 30–22 (0)                  |
| 9.                  | 19. | Barbora Strýcová          | 2 070 | 37–23 (0)                  |
| 10.                 | 20. | Kiki Bertensová           | 1 816 | 49–20 (1)                  |
| 11.                 | 21. | Caroline Garciaová        | 1 725 | 33–24 (2)                  |
| 12./WC              | 26. | Čang Šuaj                 | 1 585 | 37–21 (0)                  |
| odhlášení z turnaje |     |                           |       |                            |

### Náhradnice
- Tímea Babosová

### Výsledky a body
Tabulka uvádí sezónní výsledky a odpovídající bodový zisk kvalifikovaných hráček, včetně odhlášených.
| WTA                 | Tenistka                  | Grand Slam | Grand Slam | Grand Slam | Grand Slam | Premier Mandatory | Premier Mandatory | Premier Mandatory | Premier Mandatory | Nejlépe na Premier 5 | Nejlépe na Premier 5 | Nejlépe na dalších turnajích | Nejlépe na dalších turnajích | Nejlépe na dalších turnajích | Nejlépe na dalších turnajích | Nejlépe na dalších turnajích | Nejlépe na dalších turnajích | Body  | Turnaje | T i t u l y |
| ------------------- | ------------------------- | ---------- | ---------- | ---------- | ---------- | ----------------- | ----------------- | ----------------- | ----------------- | -------------------- | -------------------- | ---------------------------- | ---------------------------- | ---------------------------- | ---------------------------- | ---------------------------- | ---------------------------- | ----- | ------- | ----------- |
| WTA                 | Tenistka                  | Austr      | French     | Wimbl      | US Open    | Indian W          | Miami             | Madrid            | Peking            | 1.                   | 2.                   | 1.                           | 2.                           | 3.                           | 4.                           | 5.                           | 6.                           | Body  | Turnaje | T i t u l y |
| 10.                 | Johanna Kontaová          | SF 780     | R128 10    | R64 70     | R16 240    | R16 120           | QF 215            | R64 10            | F 650             | QF 190               | QF 190               | Titul 470                    | SF 185                       | R16 105                      | R16 105                      | QF 60                        | R16 55                       | 3 455 | 22      | 1           |
| 11.                 | Carla Suárezová Navarrová | QF 430     | R16 240    | R16 240    | R16 240    | A 0               | R64 10            | R16 120           | R64 10            | Titul 900            | QF 190               | SF 185                       | SF 185                       | SF 110                       | R16 105                      | R16 105                      | QF 100                       | 3 170 | 22      | 1           |
| 12.                 | Viktoria Azarenková       | QF 430     | R128 10    | A 0        | A 0        | Titul 1000        | Titul 1000        | R16 120           | A 0               | R32 1                |                      | Titul 470                    | R16 30                       |                              |                              |                              |                              | 3 061 | 9       | 3           |
| 13.                 | Petra Kvitová             | R64 70     | R32 130    | R64 70     | R16 240    | QF 215            | R32 65            | R16 120           | QF 215            | Titul 900            | R16 105              | SF 185                       | SF 185                       | F 180                        | R16 105                      | R16 55                       | A 0                          | 2 840 | 20      | 1           |
| 14.                 | Elina Svitolinová         | R64 70     | R16 240    | R64 70     | R32 130    | R32 65            | R16 120           | R32 65            | SF 390            | R16 105              | R32 60               | F 305                        | Titul 280                    | SF 185                       | SF 185                       | SF 185                       | R32 1                        | 2 456 | 21      | 1           |
| 15.                 | Venus Williamsová         | R128 10    | R16 240    | SF 780     | R16 240    | R64 10            | R64 10            | A 0               | R64 10            | R16 105              | R16 105              | F 305                        | Titul 280                    | R32 60                       | R16 55                       | R16 30                       | R32 1                        | 2 241 | 15      | 1           |
| 16.                 | Caroline Wozniacká        | R128 10    | A 0        | R128 10    | SF 780     | R64 10            | R32 65            | A 0               | R16 120           | R16 105              | R16 105              | Titul 470                    | Titul 280                    | SF 110                       | QF 60                        | QF 60                        | R16 55                       | 2 240 | 21      | 2           |
| 17.                 | Roberta Vinciová          | R32 130    | R128 10    | R32 130    | QF 430     | R16 120           | R32 65            | R64 10            | R32 65            | QF 190               | R16 105              | Titul 470                    | R16 105                      | QF 100                       | QF 100                       | QF 100                       | R32 60                       | 2190  | 22      | 1           |
| 18.                 | Timea Bacsinszká          | R64 70     | QF 430     | R32 130    | R64 70     | R16 120           | SF 390            | R16 120           | R32 65            | QF 190               | R16 105              | Titul 280                    | SF 110                       | R16 105                      | R32 1                        | R32 1                        | R32 1                        | 2 188 | 19      | 1           |
| 19.                 | Jelena Vesninová          | Q1 2       | R64 70     | SF 780     | R32 130    | Q1 2              | R32 95            | R32 95            | R64 10            | QF 220               | Q2 20                | F 330                        | QF 100                       | QF 100                       | QF 60                        | R16 55                       | R32 25                       | 2 094 | 19      | 0           |
| 20.                 | Samantha Stosurová        | R128 10    | SF 780     | R64 70     | R64 70     | R16 120           | R64 10            | SF 390            | R64 10            | R32 60               | R32 60               | F 180                        | QF 100                       | QF 60                        | QF 60                        | R16 55                       | R16 55                       | 2 090 | 20      | 0           |
| 21.                 | Barbora Strýcová          | R16 240    | R32 130    | R32 130    | R128 10    | R16 120           | R64 35            | R32 65            | R32 65            | QF 190               | QF 190               | F 305                        | F 305                        | R16 105                      | QF 60                        | R32 60                       | R32 60                       | 2 070 | 21      | 0           |
| 22.                 | Kiki Bertensová           | R128 10    | SF 780     | R32 130    | R128 10    | R128 30           | R32 95            | A 0               | A 0               | R64 1                | R64 1                | Titul 298                    | F 180                        | SF 110                       | SF 110                       | QF 60                        | R32 18                       | 1 912 | 21      | 1           |
| 23.                 | Caroline Garciaová        | R128 10    | R64 70     | R64 70     | R32 130    | R128 10           | R32 65            | R32 65            | R16 120           | R32 60               | R64 1                | Titul 280                    | Titul 280                    | SF 185                       | Titul 160                    | SF 110                       | R16 55                       | 1 725 | 26      | 2           |
| odhlášení z turnaje |                           |            |            |            |            |                   |                   |                   |                   |                      |                      |                              |                              |                              |                              |                              |                              |       |         |             |

| Legenda | Legenda                   | Legenda | Legenda             |
| ------- | ------------------------- | ------- | ------------------- |
| A       | neúčast hráčky na turnaji | R64     | 64 hráček v kole    |
| QF      | prohra ve čtvrtfinále     | R32     | 32 hráček v kole    |
| SF      | prohra v semifinále       | R16     | 16 hráček v kole    |
| F       | prohra ve finále          | Titul   | vítězství v turnaji |
| 0/2000  | získané body na turnaji   |         |                     |

#### Jiné formy účasti
Následující hráčka obdržela divokou kartu:
- Čang Šuaj

## Ženská čtyřhra

### Startující páry
| Nasazení | stát      | hráčka                | stát      | hráčka                       | žebříček WTA |
| -------- | --------- | --------------------- | --------- | ---------------------------- | ------------ |
| 1.       | Slovinsko | Andreja Klepačová     | Španělsko | Arantxa Parraová Santonjaová | 65.          |
| 2.       | Čína      | Sü I-fan              | Turecko   | İpek Soyluová                | 96.          |
| 3.       | Austrálie | Anastasia Rodionovová | Ukrajina  | Olga Savčuková               | 104.         |
| 4.       | Gruzie    | Oxana Kalašnikovová   | Německo   | Tatjana Mariová              | 106.         |
| 5./WC    | Čína      | Liang Čchen           | Čína      | Wang Ja-fan                  | 128.         |
| 6./WC    | Čína      | Jang Čao-süan         | Čína      | Jou Siao-ti                  | 203.         |

## Přehled finále

### Ženská dvouhra
- Petra Kvitová vs.  Elina Svitolinová, 6–4, 6–2

### Ženská čtyřhra
- İpek Soyluová /  Sü I-fan vs.  Jang Čao-süan /  Jou Siao-ti, 6–4, 3–6, [10–7]